# Scambus holmbergi
Scambus holmbergi är en stekelart som först beskrevs av Brethes 1904.  Scambus holmbergi ingår i släktet Scambus och familjen brokparasitsteklar. Inga underarter finns listade i Catalogue of Life.